# Џон Фин
Џон Џозеф Фин (енгл. John Joseph Finn) амерички је глумац, рођен 30. септембра 1952. у Њујорку. Познат је по улогама у филмовима Ухвати ме ако можеш, Досије пеликан и Слава. Познате серије у којима је играо су Досије икс, Злочини из прошлости и Адвокатура.